# Schippelsmoorgraben
Der Schippelsmoorgraben ist ein ca. 2,6 km langer Graben in Hamburg-Niendorf.

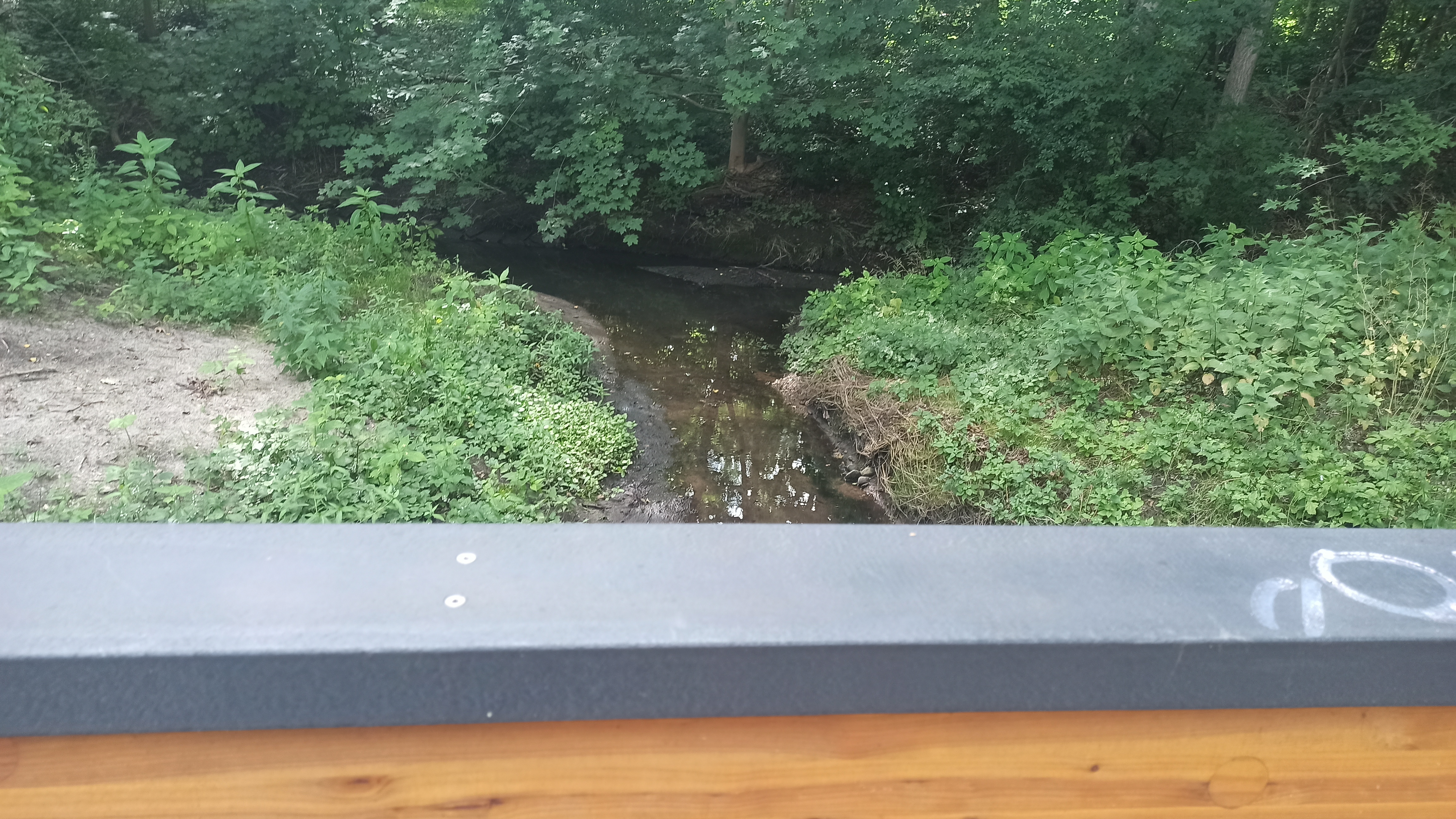
Mündung des Schippelsmoorgrabens in die Kollau

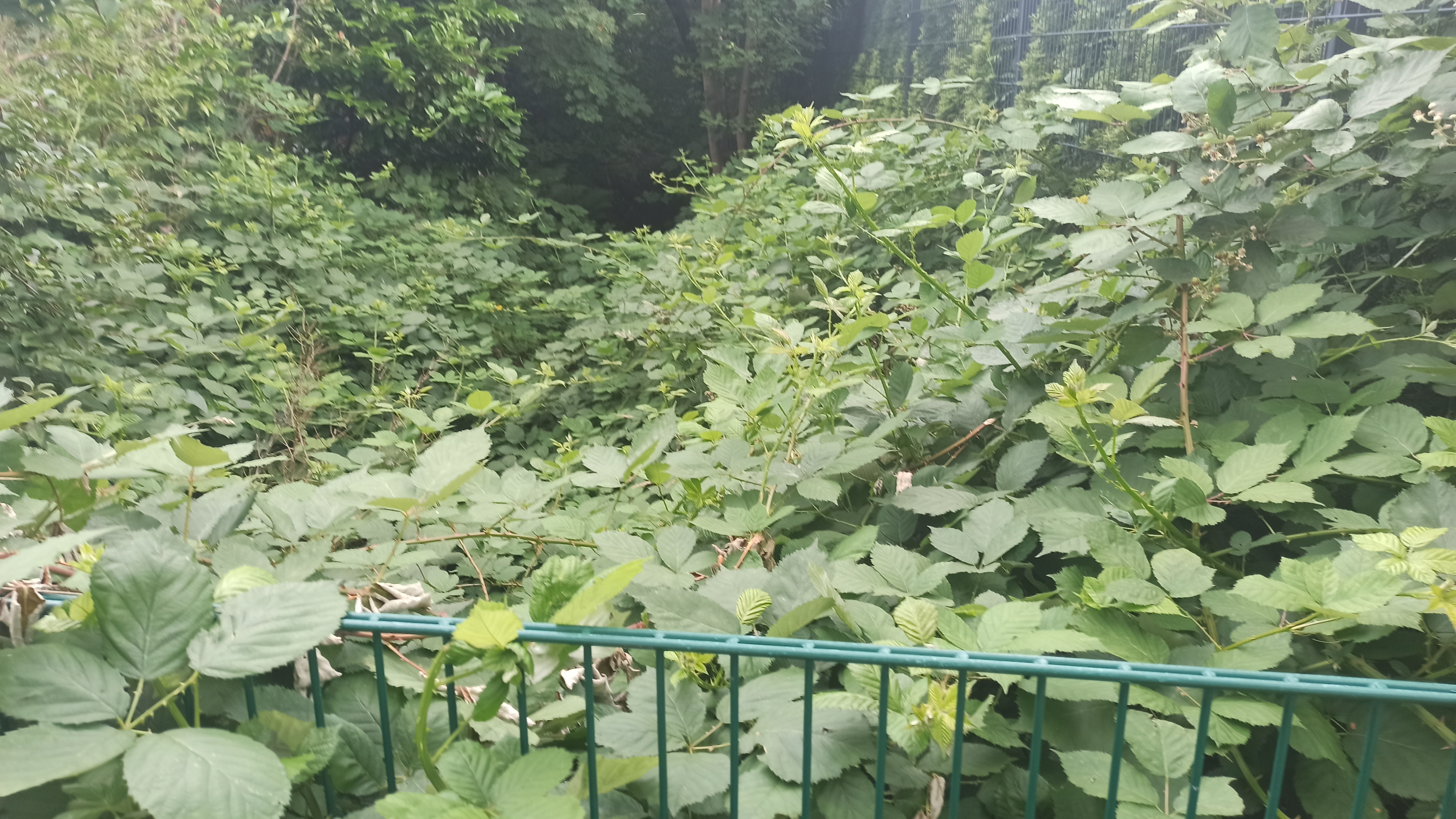
Beginn des (zugewachsenen) Schippelsmoorgrabens

Er mündet an der Grenze zu Hamburg-Schnelsen in die Kollau.
Auf einer Karte aus dem 19. Jahrhundert ist der Schippelsmoorgraben bereits erkennbar.

## Verlauf
Er entspringt südlich vom Pommernweg, unterfließt den Emmy-Beckmann-Weg, den Vielohweg, den Schippelsweg, den Krähenweg und die Straße Bansgraben sowie den Johannkamp und die Paul-Sorge-Straße, dann fließt sein einziger Nebenfluss, der Seesreingraben hinzu. Danach unterfließt er die Wendlohstraße sowie den Steendammwisch und mündet dann im Zeppelinpark an der Grenze zu Hamburg-Schnelsen in die Kollau.
Er verläuft fast komplett unzugänglich, teilweise oberirdisch und zumeist durch Wohngebiete.

## Schippelsmoor
Das Schippelsmoor war ein Moor im ehemaligen Dorf Niendorf. Das Moor war ein wichtiges Torfabbaugebiet. Der Torf wurde von den Stechern nach Hamburg und Altona verkauft. Gegen Ende des 19. Jahrhunderts wurden Niendorfs Felder zu beliebten Bauplätzen für Villen und Landhäuser, an das ehemalige Moor erinnern heute nur noch Straßennamen und der Graben.